# Аладдін (кратер)
Аладдін (лат. Aladdin) — один із найбільших відомих кратерів Енцелада, супутника Сатурна. Діаметр — 31 км. Був відкритий 1981 року на знімках космічного апарата «Вояджер-2», а пізніше детально відзнятий зондом «Кассіні». Названий на честь Аладдіна зі збірки арабського фольклору «Казки тисяча і однієї ночі». Ця назва була затверджена Міжнародним астрономічним союзом 1982 року.

## Розташування
Аладдін знаходиться в північній кратерованій рівнинній області Енцелада — одному з найстарших регіонів супутника. Координати центру кратера — 62°41′ пн. ш. 22°08′ зх. д. / 62.69° пн. ш. 22.14° зх. д. Південним краєм він межує з найбільшим на Енцеладі кратером Алі-Баба, а північним — із меншим сильно зруйнованим кратером Зайнаб. За 20 кілометрів на схід від Аладдіна знаходиться невеликий кратер Самад.

## Опис
Кратер Аладдін сильно деформований різними процесами, що відбувалися після удару, який його створив. Його обриси досить неправильні, а в центрі (як і у багатьох інших великих кратерів Енцелада) є велика нерівна куполоподібна височина, що виникла через релаксацію крижаної поверхні супутника. Її висота — порядку 1 кілометра. Терас на схилах цього кратера нема, хоча на його дні можна розрізнити деякі витягнуті нерівності невідомої природи. Крім того, там видно розломи, які тягнуться на південь, у кратер Алі-Баба (але роздільна здатність наявних знімків недостатня для їх детального дослідження). Подібні розломи є і в околицях цих кратерів, а також у деяких інших кратерах Енцелада (наприклад, у кратері Дуньязада).